# Emilio Pucci (sindaco)
Conte Orazio Emilio Maria Pucci (Firenze, 21 ottobre 1774 – 31 marzo 1824) è stato un nobile e politico italiano.

## Biografia
Prima ciambellano di Ferdinando III, poi ufficiale della Legion d'Onore e ciambellano dell'Imperatore al servizio di  Elisa Bonaparte Baciocchi, nominato Conte dell'Impero con decreto del 30 ottobre 1810, ricoprì la carica di Maire (sindaco in lingua francese) di Firenze tra il 1809 ed il 1813, durante il dominio napoleonico della Toscana. Con la restaurazione del Granducato fu riammesso alla corte  granducale.